# Asedio de Sarmizegetusa (106)
El asedio de Sarmizegetusa, capital de Dacia, fue una batalla librada durante el verano del año 106 entre las legiones dirigidas por el emperador romano Trajano y los dacios del rey Decébalo.

## Antecedentes
Debido a la amenaza que representaban los dacios para el Imperio romano en el año 101 el emperador Trajano inició una campaña contra estos. La guerra terminó al año siguiente con una contundente victoria romana.
A pesar de la derrota y de las duras condiciones impuestas por Roma, Decébalo tuvo que ceder varios territorios y renunciar a otros reclamados, entregar a los romanos capturados o desertores y sus máquinas de guerra.
Sin embargo, en el período 103-105 el rey dacio empezó a violar los acuerdos y forzó a Trajano a lanzar una nueva campaña, esta vez con la intención de destruir definitivamente la amenaza dacia y anexar dicho reino.

## El avance
Las fuerzas romanas se aproximaron a la ciudad en tres columnas. La primera cruzó por el puente construido por Apolodoro de Damasco y luego siguió por los valles de los ríos Cerna y Tamiš hasta Tibiscum. Girando luego por el valle del Bistra, en todos estos lugares ya había guarniciones romanas instaladas desde la primera campaña lo que facilitó su avance. Ocuparon Valea Cernei, Hațeg y Valea Streiului, y destruyeron una por una las fortalezas de Costesti, Blidaru y Piatra Rosie. 
La segunda columna, cruzó el Danubio posiblemente por cerca de Sucidava y siguió por el valle del río Jiu y se encontró con la primera columna en la actual Tara Haţegului. Unidas ambas fuerzas marcharon hasta los montes Surianu donde encontraron una esporádica, pero desesperada resistencia de los dacios.
La tercera columna, probablemente al mando de Trajano en persona, avanzó por el este de Muntenia, cruzó los Cárpatos y llegó hasta el actual Bran, donde avanzó al oeste por el sur de Transilvania.
El resto de las tropas dejaron la Moesia Inferior hacia Bran, Bratocea y Oituz, destruyendo los fuertes enemigos entre Cumidava (actual Râşnov) y Angustia (actual Breţcu). En la batalla por la capital dacia participaron la Legio II Adiutrix, la Legio IV Flavia Felix y una vexillatio de la Legio VI Ferrata que hasta entonces había estado estacionada en Judea.
Otras unidades romanas atacaron otros puntos de Dacia, tan lejos como el río Tisza por el norte y Moldavia por el este. Algunos asentamientos dacios, como Ziridava, fueron completamente destruidos. Sin embargo, regiones como Moldavia y Maramureș jamás formaron parte de la provincia de Dacia y quedaron libres de la dominación romana.

## El asedio
El único registro histórico del asedio es la Columna de Trajano que es una fuente de controversias. Existe un debate entre si los romanos realmente destruyeron la capital dacia o si esta fue destruida por su propia gente en su retirada, siguiendo una táctica de tierra arrasada. Sin embargo, la mayoría de los historiadores consideran que la batalla en verdad tuvo lugar.
El primer asalto al parecer fue repelido por los defensores dacios. Pero los romanos respondieron bombardeando la ciudad con sus máquinas de asedio y construyendo una plataforma para atacar con más facilidad la fortaleza, también construyeron una muralla de circumvallatio para impedir a los sitiados recibir suministros y refuerzos. 
Finalmente los romanos destruyeron las tuberías que llevaban agua a la ciudad y los locales tuvieron que rendirse para evitar que la ciudad fuera destruida.

## Consecuencias
Decébalo logró escapar hacia la fortaleza de Ranisstorum en el este, pero finalmente tuvo que suicidarse para evitar su captura por el oficial de la caballería romana Tiberio Claudio Máximo, los romanos poco después hallaron su tesoro gracias a la traición de Bicilis, confidente del difunto rey.
La cabeza de Décebalo fue llevada ante Trajano. El emperador mandó construir otra ciudad capital para la nueva provincia tras destruir Sarmizegetusa, a la cual nombró Colonia Ulpia Traiana Dacica Augusta Sarmizegetuza. 
La conquista de Dacia es considerada la última gran campaña de expansión romana previa a su decadencia.